# Rhytiphora obsoleta
Rhytiphora obsoleta är en skalbaggsart som beskrevs av Stefan von Breuning 1938. Rhytiphora obsoleta ingår i släktet Rhytiphora och familjen långhorningar. Inga underarter finns listade i Catalogue of Life.